# John van 't Schip
Johannes Nicolaas van 't Schip (Fort St. John, 30 dicembre 1963) è un allenatore di calcio ed ex calciatore olandese, di ruolo centrocampista, commissario tecnico della nazionale armena.

## Biografia
Oltre alla sua lingua madre, l'olandese, van 't Schip parla anche inglese, spagnolo e italiano. Sua suocera è la cantante e attrice olandese Willeke Alberti.

## Caratteristiche tecniche
Ala destra. Poteva ricoprire diversi ruoli a seconda delle esigenze tattiche, come dimostrò nel Genoa accettando le disposizioni tattiche di Luigi Maifredi che lo utilizzò anche come terzino e centravanti.

## Carriera

### Giocatore

#### Club
Nato in Canada ma di famiglia olandese, Van 't Schip a 13 anni entrò a far parte delle giovanili dell'Ajax, segnalandosi presto tra i talenti più promettenti.
Esordì in prima squadra nella massima serie olandese, l'Eredivisie, a 18 anni, nella stagione 1981/82. Allora stella dell'Ajax era ancora Johan Cruijff. Con Van't Schip giocavano altre giovani promesse come Silooy, van Basten, Rijkaard, John Bosman, Rob Witschge.
Con lo storico club di Amsterdam, Van' t Schip vinse molto sia a livello nazionale che internazionale rimanendo fedele per diversi anni alla maglia biancorossa. Nel 1992 si trasferì al Genoa, che riuscì a precedere l'offerta del Valencia allenato dal suo connazionale Guus Hiddink. Alla base del trasferimento in Italia, oltreché il desiderio di un'esperienza diversa e più “remunerativa”, anche alcuni contrasti con l'allenatore dei lancieri Louis van Gaal. Con il Grifone Van 't Schip disputò 4 stagioni dal 1992-93 al 1995-96 senza grandi acuti ma garantendo un rendimento costante. Ha collezionato 107 presenze in campionato e 11 reti in campionato, vincendo una Coppa Ango-Italiana. Al termine dell'esperienza genovese, tornò in Olanda per intraprendere la carriera di allenatore.

#### Nazionale
In Nazionale van' t Schip disputò 41 incontri con due reti all'attivo. Era nella rosa campione d'Europa del 1988.

### Allenatore

#### Gli inizi
Inizia ad entrare nello staff dell'Ajax come allenatore delle giovanili.
Dal 1º luglio 2000 al 30 giugno 2001 è vice allenatore di Co Adriaanse all'Ajax.
Il 1º luglio diventa allenatore del Twente, carica che ricopre fino al 10 luglio 2002.
Dall'11 luglio 2002 è vice allenatore dell'Ajax Jong, rimane con la stessa carica anche quando diventa allenatore Marco van Basten, entrambi lasciano il club il 30 giugno 2004.
Dal 1º luglio 2004 al 1º agosto 2008 segue Marco van Basten alla guida dell'nazionale olandese.
Il 1º agosto 2008 ritorna all'Ajax come vice allenatore di Marco van Basten. Il 6 maggio 2009 diventa allenatore interim dopo le dimissioni di Marco van Basten, rimane alla guida fino al 30 giugno 2009.
Il 1º luglio 2009 ritorna ad essere vice sotto alla guida di Martin Jol. Lascia definitivamente i lancieri il 30 aprile 2010.

#### Melbourne, Chivas e PEC Zwolle
Dal 1º maggio 2010 diventa allenatore del Melbourne, rimane fino al 5 aprile 2012, per poi diventare il 1º luglio 2012 allenatore dei messicani del Chivas. Carica che ricopre fino al 3 gennaio 2013.
Il 14 agosto 2013 ritorna al Melbourne come direttore tecnico. Il 30 dicembre diventa di nuovo allenatore. In seguito ritorna in patria, avendo una breve esperienza al PEC Zwolle.

#### Nazionale greca
Il 31 luglio 2019 viene ingaggiato come commissario tecnico della nazionale greca con Aron Winter e Rob Witschge come assistenti. Si dimette il 27 novembre 2021 dopo aver fallito la qualificazione al campionato del mondo 2022, essendosi la Grecia piazzata terza nel girone vinto dalla Spagna.

#### Ajax
Il 30 ottobre 2023 torna all'Ajax, in quel momento ultimo in classifica in Eredivisie con 5 punti dopo 8 turni, firmando un contratto fino al 2025; mettendo insieme 51 punti in 26 partite riesce a concludere il campionato al quinto posto che vale la qualificazione per il terzo turno preliminare di Europa League mentre in Conference League si ferma agli ottavi e in Coppa d'Olanda è eliminato già al secondo di turno dal modesto USV Hercules. A fine stagione lascia il posto a Francesco Farioli per assumere un ruolo dirigenziale. L'11 novembre 2024 risolve il contratto con la società olandese.

#### Nazionale armena
Il 17 febbraio 2025 viene nominato nuovo commissario tecnico della nazionale armena. Fa il suo debutto negli spareggi di UEFA Nations League contro la Georgia, perdendo entrambe le sfide e rimanendo in Lega C.

## Dopo il ritiro
Nel corso della stagione 2022-2023, insieme ad altri ex giocatori olandesi, entra a far parte della squadra di Viaplay Sport, piattaforma streaming che trasmette anche la Bundesliga e la Coppa di Lega inglese.

## Statistiche

### Cronologia presenze e reti in nazionale
| Cronologia completa delle presenze e delle reti in nazionale ― Paesi Bassi | Cronologia completa delle presenze e delle reti in nazionale ― Paesi Bassi | Cronologia completa delle presenze e delle reti in nazionale ― Paesi Bassi | Cronologia completa delle presenze e delle reti in nazionale ― Paesi Bassi | Cronologia completa delle presenze e delle reti in nazionale ― Paesi Bassi | Cronologia completa delle presenze e delle reti in nazionale ― Paesi Bassi | Cronologia completa delle presenze e delle reti in nazionale ― Paesi Bassi | Cronologia completa delle presenze e delle reti in nazionale ― Paesi Bassi |
| Data                                                                       | Città                                                                      | In casa                                                                    | Risultato                                                                  | Ospiti                                                                     | Competizione                                                               | Reti                                                                       | Note                                                                       |
| -------------------------------------------------------------------------- | -------------------------------------------------------------------------- | -------------------------------------------------------------------------- | -------------------------------------------------------------------------- | -------------------------------------------------------------------------- | -------------------------------------------------------------------------- | -------------------------------------------------------------------------- | -------------------------------------------------------------------------- |
| 29-4-1986                                                                  | Eindhoven                                                                  | Paesi Bassi                                                                | 0 – 0                                                                      | Scozia                                                                     | Amichevole                                                                 | -                                                                          |                                                                            |
| 14-5-1986                                                                  | Dortmund                                                                   | Germania Ovest                                                             | 1 – 3                                                                      | Paesi Bassi                                                                | Amichevole                                                                 | 1                                                                          |                                                                            |
| 10-9-1986                                                                  | Praga                                                                      | Cecoslovacchia                                                             | 1 – 0                                                                      | Paesi Bassi                                                                | Amichevole                                                                 | -                                                                          |                                                                            |
| 15-10-1986                                                                 | Budapest                                                                   | Ungheria                                                                   | 0 – 1                                                                      | Paesi Bassi                                                                | Qual. Euro 1988                                                            | -                                                                          | 26’                                                                        |
| 19-11-1986                                                                 | Amsterdam                                                                  | Paesi Bassi                                                                | 0 – 0                                                                      | Polonia                                                                    | Qual. Euro 1988                                                            | -                                                                          |                                                                            |
| 21-1-1987                                                                  | Barcellona                                                                 | Spagna                                                                     | 1 – 1                                                                      | Paesi Bassi                                                                | Amichevole                                                                 | -                                                                          |                                                                            |
| 25-3-1987                                                                  | Rotterdam                                                                  | Paesi Bassi                                                                | 1 – 1                                                                      | Grecia                                                                     | Qual. Euro 1988                                                            | -                                                                          |                                                                            |
| 29-4-1987                                                                  | Rotterdam                                                                  | Paesi Bassi                                                                | 2 – 0                                                                      | Ungheria                                                                   | Qual. Euro 1988                                                            | -                                                                          | 79’                                                                        |
| 9-9-1987                                                                   | Rotterdam                                                                  | Paesi Bassi                                                                | 0 – 0                                                                      | Belgio                                                                     | Amichevole                                                                 | -                                                                          |                                                                            |
| 14-10-1987                                                                 | Zabrze                                                                     | Polonia                                                                    | 0 – 2                                                                      | Paesi Bassi                                                                | Qual. Euro 1988                                                            | -                                                                          |                                                                            |
| 28-10-1987                                                                 | Rotterdam                                                                  | Paesi Bassi                                                                | 8 – 0                                                                      | Cipro                                                                      | Amichevole                                                                 | 1                                                                          |                                                                            |
| 9-12-1987                                                                  | Amsterdam                                                                  | Paesi Bassi                                                                | 4 – 0                                                                      | Cipro                                                                      | Qual. Euro 1988                                                            | -                                                                          |                                                                            |
| 16-12-1987                                                                 | Rodi                                                                       | Grecia                                                                     | 0 – 3                                                                      | Paesi Bassi                                                                | Qual. Euro 1988                                                            | -                                                                          |                                                                            |
| 23-3-1988                                                                  | Londra                                                                     | Inghilterra                                                                | 2 – 2                                                                      | Paesi Bassi                                                                | Amichevole                                                                 | -                                                                          | 83’                                                                        |
| 24-5-1988                                                                  | Utrecht                                                                    | Paesi Bassi                                                                | 1 – 2                                                                      | Bulgaria                                                                   | Amichevole                                                                 | -                                                                          |                                                                            |
| 1-6-1988                                                                   | Amsterdam                                                                  | Paesi Bassi                                                                | 2 – 0                                                                      | Romania                                                                    | Amichevole                                                                 | -                                                                          | 61’                                                                        |
| 12-6-1988                                                                  | Colonia                                                                    | Unione Sovietica                                                           | 1 – 0                                                                      | Paesi Bassi                                                                | Euro 1988 - 1º turno                                                       | -                                                                          |                                                                            |
| 6-9-1989                                                                   | Amsterdam                                                                  | Paesi Bassi                                                                | 2 – 2                                                                      | Danimarca                                                                  | Amichevole                                                                 | -                                                                          |                                                                            |
| 11-10-1989                                                                 | Wrexham                                                                    | Galles                                                                     | 1 – 2                                                                      | Paesi Bassi                                                                | Qual. Mondiali 1990                                                        | -                                                                          |                                                                            |
| 15-11-1989                                                                 | Rotterdam                                                                  | Paesi Bassi                                                                | 3 – 0                                                                      | Finlandia                                                                  | Qual. Mondiali 1990                                                        | -                                                                          | 79’                                                                        |
| 20-12-1989                                                                 | Rotterdam                                                                  | Paesi Bassi                                                                | 0 – 1                                                                      | Brasile                                                                    | Amichevole                                                                 | -                                                                          | 58’                                                                        |
| 28-3-1990                                                                  | Kiev                                                                       | Unione Sovietica                                                           | 2 – 1                                                                      | Paesi Bassi                                                                | Amichevole                                                                 | -                                                                          | 81’                                                                        |
| 16-6-1990                                                                  | Cagliari                                                                   | Inghilterra                                                                | 0 – 0                                                                      | Paesi Bassi                                                                | Mondiali 1990 - 1º turno                                                   | -                                                                          | 79’                                                                        |
| 24-6-1990                                                                  | Milano                                                                     | Germania Ovest                                                             | 2 – 1                                                                      | Paesi Bassi                                                                | Mondiali 1990 - Ottavi di finale                                           | -                                                                          |                                                                            |
| 17-10-1990                                                                 | Porto                                                                      | Portogallo                                                                 | 1 – 0                                                                      | Paesi Bassi                                                                | Qual. Euro 1992                                                            | -                                                                          | 44’                                                                        |
| 21-11-1990                                                                 | Rotterdam                                                                  | Paesi Bassi                                                                | 2 – 0                                                                      | Grecia                                                                     | Qual. Euro 1992                                                            | -                                                                          |                                                                            |
| 19-12-1990                                                                 | Ta' Qali                                                                   | Malta                                                                      | 0 – 8                                                                      | Paesi Bassi                                                                | Qual. Euro 1992                                                            | -                                                                          |                                                                            |
| 13-3-1991                                                                  | Rotterdam                                                                  | Paesi Bassi                                                                | 1 – 0                                                                      | Malta                                                                      | Qual. Euro 1992                                                            | -                                                                          |                                                                            |
| 17-4-1991                                                                  | Rotterdam                                                                  | Paesi Bassi                                                                | 2 – 0                                                                      | Finlandia                                                                  | Qual. Euro 1992                                                            | -                                                                          | 53’                                                                        |
| 5-6-1991                                                                   | Helsinki                                                                   | Finlandia                                                                  | 1 – 1                                                                      | Paesi Bassi                                                                | Qual. Euro 1992                                                            | -                                                                          |                                                                            |
| 16-10-1991                                                                 | Rotterdam                                                                  | Paesi Bassi                                                                | 1 – 0                                                                      | Portogallo                                                                 | Qual. Euro 1992                                                            | -                                                                          | 81’                                                                        |
| 12-2-1992                                                                  | Faro                                                                       | Portogallo                                                                 | 2 – 0                                                                      | Paesi Bassi                                                                | Amichevole                                                                 | -                                                                          |                                                                            |
| 25-3-1992                                                                  | Amsterdam                                                                  | Paesi Bassi                                                                | 2 – 0                                                                      | Jugoslavia                                                                 | Amichevole                                                                 | -                                                                          |                                                                            |
| 27-5-1992                                                                  | Sittard                                                                    | Paesi Bassi                                                                | 3 – 2                                                                      | Austria                                                                    | Amichevole                                                                 | -                                                                          | 46’                                                                        |
| 30-5-1992                                                                  | Utrecht                                                                    | Paesi Bassi                                                                | 4 – 0                                                                      | Galles                                                                     | Amichevole                                                                 | -                                                                          | 46’                                                                        |
| 5-6-1992                                                                   | Lens                                                                       | Francia                                                                    | 1 – 1                                                                      | Paesi Bassi                                                                | Amichevole                                                                 | -                                                                          |                                                                            |
| 15-6-1992                                                                  | Göteborg                                                                   | Paesi Bassi                                                                | 0 – 0                                                                      | Comunità degli Stati Indipendenti                                          | Euro 1992 - 1º turno                                                       | -                                                                          | 71’                                                                        |
| 22-6-1992                                                                  | Göteborg                                                                   | Danimarca                                                                  | 2 – 2 dts (5 – 4 dtr)                                                      | Paesi Bassi                                                                | Euro 1992 - Semifinale                                                     | -                                                                          | 116’                                                                       |
| 9-9-1992                                                                   | Eindhoven                                                                  | Paesi Bassi                                                                | 2 – 3                                                                      | Italia                                                                     | Amichevole                                                                 | -                                                                          | 68’                                                                        |
| 23-9-1992                                                                  | Oslo                                                                       | Norvegia                                                                   | 2 – 1                                                                      | Paesi Bassi                                                                | Qual. Mondiali 1994                                                        | -                                                                          | 81’                                                                        |
| 7-6-1995                                                                   | Minsk                                                                      | Bielorussia                                                                | 1 – 0                                                                      | Paesi Bassi                                                                | Qual. Euro 1996                                                            | -                                                                          |                                                                            |
| Totale                                                                     |                                                                            | Presenze                                                                   | 41                                                                         |                                                                            | Reti                                                                       | 2                                                                          |                                                                            |

### Statistiche da allenatore
Statistiche aggiornate al 5 novembre 2023. In grassetto le competizioni vinte.
| Stagione              | Squadra               | Campionato            | Campionato | Campionato | Campionato | Campionato | Coppe nazionali | Coppe nazionali | Coppe nazionali | Coppe nazionali | Coppe nazionali | Coppe continentali | Coppe continentali | Coppe continentali | Coppe continentali | Coppe continentali | Altre coppe | Altre coppe | Altre coppe | Altre coppe | Altre coppe | Totale | Totale | Totale | Totale | % Vittorie | Piazzamento |
| Stagione              | Squadra               | Comp                  | G          | V          | N          | P          | Comp            | G               | V               | N               | P               | Comp               | G                  | V                  | N                  | P                  | Comp        | G           | V           | N           | P           | G      | V      | N      | P      | %          | Piazzamento |
| --------------------- | --------------------- | --------------------- | ---------- | ---------- | ---------- | ---------- | --------------- | --------------- | --------------- | --------------- | --------------- | ------------------ | ------------------ | ------------------ | ------------------ | ------------------ | ----------- | ----------- | ----------- | ----------- | ----------- | ------ | ------ | ------ | ------ | ---------- | ----------- |
| 2001-2002             | Twente                | ED                    | 34         | 10         | 12         | 12         | CO              | 1               | 0               | 0               | 1               | CU                 | 4                  | 3                  | 0                  | 1                  | SO          | 1           | 0           | 0           | 1           | 40     | 13     | 12     | 15     | 32,50      | 12°         |
| mag. 2009             | Ajax                  | ED                    | 1          | 1          | 0          | 0          | CO              | -               | -               | -               | -               | UEL                | -                  | -                  | -                  | -                  | -           | -           | -           | -           | -           | 1      | 1      | 0      | 0      | 100,00&    | Interim     |
| 2010-2011             | Melbourne City        | AL                    | 30         | 8          | 11         | 11         | -               | -               | -               | -               | -               | -                  | -                  | -                  | -                  | -                  | -           | -           | -           | -           | -           | 30     | 8      | 11     | 11     | 26,67      | 8°          |
| 2011-2012             | Melbourne City        | AL                    | 27+1       | 9          | 10         | 8+1        | -               | -               | -               | -               | -               | -                  | -                  | -                  | -                  | -                  | -           | -           | -           | -           | -           | 28     | 9      | 10     | 9      | 32,14      | 6°          |
| lug.-nov. 2012        | Guadalajara           | LMX                   | 17+2       | 6          | 5          | 6+2        | -               | -               | -               | -               | -               | CCL                | 4                  | 2                  | 1                  | 1                  | -           | -           | -           | -           | -           | 23     | 8      | 6      | 9      | 34,78      | 8°          |
| gen.-apr. 2014        | Melbourne City        | AL                    | 15         | 6          | 4          | 5          | -               | -               | -               | -               | -               | -                  | -                  | -                  | -                  | -                  | -           | -           | -           | -           | -           | 15     | 6      | 4      | 5      | 40,00      | Sub., 10°   |
| 2014-2015             | Melbourne City        | AL                    | 27+2       | 9+1        | 8          | 10+1       | FFACup          | 1               | 0               | 0               | 1               | -                  | -                  | -                  | -                  | -                  | -           | -           | -           | -           | -           | 30     | 10     | 8      | 12     | 33,33      | 5°          |
| 2015-2016             | Melbourne City        | AL                    | 27+2       | 13+1       | 5          | 9+1        | FFACup          | 4               | 3               | 0               | 1               | -                  | -                  | -                  | -                  | -                  | -           | -           | -           | -           | -           | 33     | 17     | 5      | 11     | 51,52      | 4°          |
| ott.-dic. 2016        | Melbourne City        | AL                    | 13         | 5          | 5          | 3          | FFACup          | 5               | 5               | 0               | 0               | -                  | -                  | -                  | -                  | -                  | -           | -           | -           | -           | -           | 18     | 10     | 5      | 3      | 55,56      | Dimiss.     |
| Totale Melbourne City | Totale Melbourne City | Totale Melbourne City | 139+5      | 50+2       | 43         | 46+3       |                 | 10              | 8               | 0               | 2               |                    | -                  | -                  | -                  | -                  |             | -           | -           | -           | -           | 154    | 60     | 43     | 51     | 38,96      |             |
| 2017-2018             | PEC Zwolle            | ED                    | 34         | 12         | 8          | 14         | CO              | 4               | 3               | 0               | 1               | -                  | -                  | -                  | -                  | -                  | -           | -           | -           | -           | -           | 38     | 15     | 8      | 15     | 39,47      | 9°          |
| lug.-dic. 2018        | PEC Zwolle            | ED                    | 16         | 4          | 3          | 9          | CO              | 3               | 2               | 0               | 1               | -                  | -                  | -                  | -                  | -                  | -           | -           | -           | -           | -           | 19     | 6      | 3      | 10     | 31,58      | Dimiss.     |
| Totale PEC Zwolle     | Totale PEC Zwolle     | Totale PEC Zwolle     | 50         | 16         | 11         | 23         |                 | 7               | 5               | 0               | 2               |                    | -                  | -                  | -                  | -                  |             | -           | -           | -           | -           | 57     | 21     | 11     | 25     | 36,84      |             |
| ott. 2023-2024        | Ajax                  | ED                    | 25         | 14         | 8          | 3          | CO              | -               | -               | -               | -               | UEL+UECL           | 3+4                | 1+1                | 0+2                | 2+1                | -           | -           | -           | -           | -           | 32     | 16     | 10     | 6      | 50,00      | Sub., 5°    |
| Totale Ajax           | Totale Ajax           | Totale Ajax           | 26         | 15         | 8          | 3          |                 | -               | -               | -               | -               |                    | 7                  | 2                  | 2                  | 3                  |             | -           | -           | -           | -           | 33     | 17     | 10     | 6      | 51,52      |             |
| Totale carriera       | Totale carriera       | Totale carriera       | 273        | 99         | 79         | 95         |                 | 18              | 13              | 0               | 5               |                    | 15                 | 7                  | 3                  | 5                  |             | 1           | 0           | 0           | 1           | 307    | 119    | 82     | 106    | 38,76      |             |

#### Nazionale
| Squadra | Naz                | dal              | al               | Record | Record | Record | Record | Record | Record | Record | Record     |
| Squadra | Naz                | dal              | al               | G      | V      | N      | P      | GF     | GS     | DR     | % Vittorie |
| ------- | ------------------ | ---------------- | ---------------- | ------ | ------ | ------ | ------ | ------ | ------ | ------ | ---------- |
| Grecia  | Grecia (bandiera)  | 31 luglio 2019   | 31 dicembre 2021 | 26     | 11     | 9      | 6      | 29     | 23     | +6     | 42,31      |
| Armenia | Armenia (bandiera) | 17 febbraio 2025 | in carica        | 2      | 0      | 0      | 2      | 1      | 9      | −8     | &0,00      |
| Totale  | Totale             | Totale           | Totale           | 28     | 11     | 9      | 8      | 30     | 32     | −2     | 39,29      |

#### Nazionale greca nel dettaglio
| Stagione         | Squadra       | Campionato          | Piazzamento                              | Andamento | Andamento | Andamento | Andamento | Andamento  | Reti | Reti | Reti |
| Stagione         | Squadra       | Campionato          | Piazzamento                              | Giocate   | Vittorie  | Pareggi   | Sconfitte | % vittorie | GF   | GS   | DR   |
| ---------------- | ------------- | ------------------- | ---------------------------------------- | --------- | --------- | --------- | --------- | ---------- | ---- | ---- | ---- |
| 2019             | Grecia        | Qual. Euro 2020     | Sub., 3º nel gruppo J, (non qualificato) | 6         | 3         | 1         | 2         | 50,00      | 6    | 6    | 0    |
| 2020             | Grecia        | UEFA Nations League | 2º nel gruppo 3 della Lega C             | 6         | 3         | 3         | 0         | 50,00      | 6    | 1    | +5   |
| 2021             | Grecia        | Qual. Mondiale 2022 | 3º nel gruppo B, (non qualificato)       | 8         | 2         | 4         | 2         | 25,00      | 8    | 8    | 0    |
| Dal 2018 al 2021 | Grecia        | Amichevoli          |                                          | 6         | 3         | 1         | 2         | 50,00      | 9    | 8    | +1   |
| Totale Grecia    | Totale Grecia | Totale Grecia       | Totale Grecia                            | 26        | 11        | 9         | 6         | 42,31      | 29   | 23   | +6   |

#### Nazionale armena nel dettaglio
Statistiche aggiornate al 31 maggio 2025.
| Stagione       | Squadra        | Campionato          | Piazzamento                                    | Andamento | Andamento | Andamento | Andamento | Andamento  | Reti | Reti | Reti |
| Stagione       | Squadra        | Campionato          | Piazzamento                                    | Giocate   | Vittorie  | Pareggi   | Sconfitte | % vittorie | GF   | GS   | DR   |
| -------------- | -------------- | ------------------- | ---------------------------------------------- | --------- | --------- | --------- | --------- | ---------- | ---- | ---- | ---- |
| 2025           | Armenia        | UEFA Nations League | Sub., Play-out Lega B-Lega C, Rimane in Lega C | 2         | 0         | 0         | 2         | &0,00      | 1    | 9    | -8   |
| Dal 2025       | Armenia        | Amichevoli          |                                                | 0         | 0         | 0         | 0         | —          | 0    | 0    | 0    |
| Totale Armenia | Totale Armenia | Totale Armenia      | Totale Armenia                                 | 2         | 0         | 0         | 2         | 0,00       | 1    | 9    | -8   |

#### Panchine da commissario tecnico della nazionale armena
| Cronologia completa delle presenze e delle reti in nazionale ― Armenia | Cronologia completa delle presenze e delle reti in nazionale ― Armenia | Cronologia completa delle presenze e delle reti in nazionale ― Armenia | Cronologia completa delle presenze e delle reti in nazionale ― Armenia | Cronologia completa delle presenze e delle reti in nazionale ― Armenia | Cronologia completa delle presenze e delle reti in nazionale ― Armenia | Cronologia completa delle presenze e delle reti in nazionale ― Armenia | Cronologia completa delle presenze e delle reti in nazionale ― Armenia |
| Data                                                                   | Città                                                                  | In casa                                                                | Risultato                                                              | Ospiti                                                                 | Competizione                                                           | Reti                                                                   | Note                                                                   |
| ---------------------------------------------------------------------- | ---------------------------------------------------------------------- | ---------------------------------------------------------------------- | ---------------------------------------------------------------------- | ---------------------------------------------------------------------- | ---------------------------------------------------------------------- | ---------------------------------------------------------------------- | ---------------------------------------------------------------------- |
| 20-3-2025                                                              | Erevan                                                                 | Armenia                                                                | 0 – 3                                                                  | Georgia                                                                | UEFA Nations League 2024-2025 - Spareggi Lega B-Lega C                 | -                                                                      | Cap: V. Haroyan                                                        |
| 23-3-2025                                                              | Tbilisi                                                                | Georgia                                                                | 6 – 1                                                                  | Armenia                                                                | UEFA Nations League 2024-2025 - Spareggi Lega B-Lega C                 | Ėdgar Sevikjan                                                         | Cap: V. Haroyan                                                        |
| Totale                                                                 |                                                                        | Presenze                                                               | 2                                                                      |                                                                        | Reti                                                                   | 1                                                                      |                                                                        |

## Palmarès

### Giocatore

#### Club

##### Competizioni nazionali
- Campionato olandese: 4

Ajax: 1981-1982, 1982-1983, 1984-1985, 1989-1990
- Coppa dei Paesi Bassi: 3

Ajax: 1982-1983, 1985-1986, 1986-1987

##### Competizioni internazionali
- Coppa delle Coppe: 1

Ajax: 1986-1987
- Coppa UEFA: 1

Ajax: 1991-1992
- Coppa Anglo-Italiana: 1

Genoa: 1995-1996

#### Nazionale
- Campionato d'Europa: 1

1988

### Allenatore

#### Club
- FFA Cup: 1

Melbourne City: 2016